# M 83 (галактика)
Messier 83 (англ. M 83, NGC 5236, рус. Мессье 83, другие обозначения — ESO 444-81, MCG −5-32-50, UGCA 366, IRAS13342-2933, PGC 48082, известна также под названием Южная Вертушка) — спиральная галактика с перемычкой в созвездии Гидра. Она находится на расстоянии приблизительно 15 миллионов световых лет от нас. В галактике было зарегистрировано шесть сверхновых (SN 1923A, SN 1945B, SN 1950B, SN 1957D, SN 1968L и SN 1983N). Этот объект входит в число перечисленных в оригинальной редакции Нового общего каталога. В галактике происходит вспышка звездообразования.

## История изучения объекта

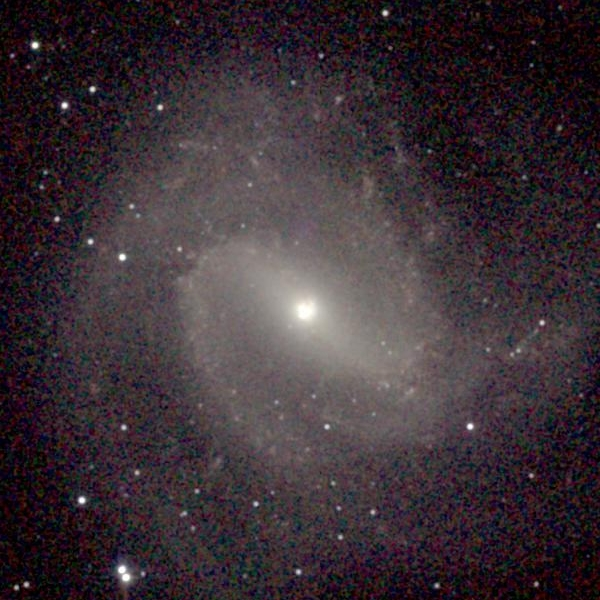
Галактика M83 в инфракрасном обзоре 2MASS

Галактику открыл Никола Лакайль в 1752 году. Шарль Мессье включил её в свой каталог в 1781 году.

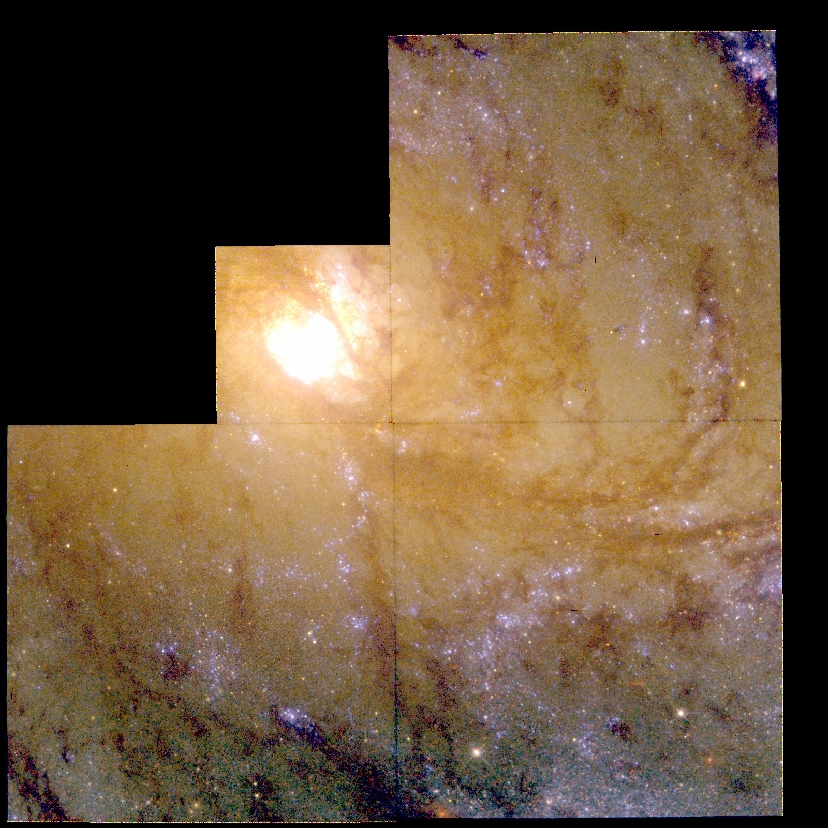
Центральная часть галактики M 83, изображение телескопа Хаббл

В начале XX века в соответствии с теорией замкнутой Вселенной высказывалось экзотическое предположение, что галактика M 83 это галактика Андромеды M 31, видимая с обратной стороны через все мировое пространство.
В 2005 году орбитальный телескоп GALEX зарегистрировал огромное количество новорождённых звёзд на внешних пределах M 83. В 2008 году телескоп обнаружил ещё больше молодых звёзд, которые, согласно общепринятой модели звездообразования, не должны там быть в таком количестве. Они находятся на расстоянии 140 тысяч световых лет от центра галактики, тогда как диаметр самой галактики не превышает 40 тысяч световых лет.
В 2014 году астрономы обнаружили чёрную дыру MQ1, которая сама по себе лёгкая, но с большой интенсивностью поглощает окружающую материю.
В 2015 году с помощью орбитальных телескопов «Хаббл» и «Спитцер» в галактике были обнаружены два кандидата в звёзды типа η Киля. Эти объекты представляют собой огромные нестабильные звёзды с массой более 100 масс Солнц.

## Окружение
M 83 является центром одной из двух подгрупп в расположенной недалеко от нас группе галактик Центавр A/M83. Центром другой подгруппы является Центавр А. Обе эти группы иногда идентифицируются как одна, а иногда как две.